# Peltastisis cornuta
Peltastisis cornuta är en korallart som beskrevs av Nutting 1910. Peltastisis cornuta ingår i släktet Peltastisis och familjen Isididae. Inga underarter finns listade i Catalogue of Life.